# Польова Лідія Георгіївна
Польова Лідія Георгіївна (* 1 квітня 1941 року, с. Олексіївка Сокирянський район Чернівецька область) - +7 квітня 2025 року, м. Новоселиця (Чернівецька область) — педагог, публіцист, нарисовець, член Національної спілки журналістів України (НСЖУ).
Лідія Польова (Паламарчук) народилася 1 квітня 1941 року в селі Олексіївка Сокирянського району Чернівецької області (Україна).

### Освіта
У 1964 році закінчила філологічний факультет Чернівецького державного університету.
У 1975 р. — факультет журналістики Львівського ордена Леніна державного університету імені Івана Франка.

### Кар'єра
Працювала літпрацівником, завідувачкою відділу Сокирянської районної газети «Дністрові зорі», редактором Новоселицької районної газети «Ленінським шляхом» (Чернівецька область), після виходу на пенсію — завідділу листів у новоселицькій райгазеті «Слово правди». Автор численних публікацій на економічні теми, про видатних людей краю. З-під пера нарисовця вийшли матеріали про Героїв Соціалістичної Праці В. Я. Ротара, К. Ф. Бельського, М. І. Гарабажиу, Г. Н. Калараша та інших

## Колега про колегу
Олена Слободянюк, член НСЖУ: "Лідія Георгіївна Польова — моя перша завідувачка відділу. Вона була суворим і вимогливим учителем. Працювала сама з відповідальністю, ретельністю над підготовкою кожного матеріалу, вимагала того ж і від підлеглих, повторюючи: «До газети все має йти найкраще, щоб не було соромно за свій підпис».

## Відзнаки
- Член НСЖУ.
- Депутат Новоселицької районної ради.
- Член Новоселицького райкому КПУ.
- Почесна грамота НСЖУ.
- Почесна грамота Новоселицької районної ради.